# Parafia św. Jana Teologa w Perryville
Parafia św. Jana Teologa – parafia prawosławna w Perryville. Jedna z 14 parafii dekanatu Unalaska diecezji Alaski Kościoła Prawosławnego w Ameryce. Działa od 1924.